# اس بوردس
اس بوردس (به اسپانیایی: Las Bordas) یک منطقهٔ مسکونی در اسپانیا است که در دره آران واقع شده‌است. اس بوردس ۲۱٫۴ کیلومتر مربع مساحت دارد.